# Tlaxcalixtlahuaca
Tlaxcalixtlahuaca es una localidad del estado mexicano de Guerrero. Es parte del municipio de San Luis Acatlán.

## Toponimia
El nombre «Tlaxcalixtlahuaca» proviene de los términos en náhuatl: tlaxcalli, tortilla; ixtlahua, comerciar; can, lugar. Su significado es «lugar donde se compran tortillas».

## Demografía
| Gráfica de evolución demográfica |
|                                  |

| Censo | Población |
| ----- | --------- |
| 1930  | 203       |
| 1940  | 159       |
| 1950  | 199       |
| 1960  | 400       |
| 1970  | 610       |
| 1980  | 787       |
| 1990  | 1 102     |
| 2000  | 1 359     |
| 2010  | 1 441     |
| 2020  | 1 577     |